# Ocna Mureș
Ocna Mureș (pronunciat en romanès: [ˌOkna ˈmureʃ]; en llatí: Salinae, en hongarès: Marosújvár, en alemany: Miereschhall). És una ciutat situada a l'extrem nord-est del Comtat d'Alba, Romania, prop del riu Mureş.
La ciutat es troba al costat d'un gran jaciment de sal, extret en el passat fins que el sostre de les mines es va esfondrar a causa de la infiltració d'aigua el 1978. Ocna Mureș té una planta de productes clorosòdics, una planta d'extracció de sal i un balneari que utilitza l'aigua salada de les antigues mines.
La ciutat administra cinc pobles: Cisteiu de Mureș (Magyarcsesztve), Micoșlaca (Miklóslaka), Războieni-Cetate (Székelyföldvár), Uioara de Jos (fins al 1960 Ciunga; Csongva) i Uioara de Sus (Felsőmarosújvár). El seu antic nom és Uioara, i es va dir Ocna Mureșului del 1925 al 1956.
L'spa ja no funciona. La planta química de la ciutat va ser comprada finalment per una empresa índia a una empresa amb seu a Timișoara. Actualment, la planta ha deixat d'activitat.
La majoria dels estudiants de secundària assisteixen a Liceul Teoretic Petru Maior o a la "Chemistry School", on molts són entrenats per treballar posteriorment a la fàbrica de la ciutat. Els estudiants excepcionals avancen en estudis universitaris, generalment a la propera ciutat de Cluj-Napoca o Alba Iulia, la capital del comtat. El centre de la ciutat es va traslladar després de la inundació de la mina, ja que el terreny es tornava inestable. Ara aquesta zona està plena de més de 4 llacs grans i molt profunds. El centre de la ciutat es troba ara a la base d'un gran turó, el "Banța".

## Clima
Ocna Mureș té un clima continental humit (Cfb a la classificació climàtica de Köppen).

## Demografia
Segons el cens del 2011 hi havia una població total de 13.036 persones que vivien en aquesta ciutat. D'aquesta població, el 83,46% són d'ètnia romanesa, el 9,31% són d'ètnia hongaresa i el 7% d'ètnia romaní.

## Fills il·lustres
- Ovidiu Maier